# Rudmose Rocks
Die Rudmose Rocks sind eine Gruppe von Rifffelsen vor der Nordküste von Laurie Island im Archipel der Südlichen Orkneyinseln. Sie liegen rund 800 m nordnordwestlich des Kap Geddes.
Teilnehmer der Scottish National Antarctic Expedition (1902–1904) kartierten die Felseninseln im Jahr 1903. Expeditionsleiter William Speirs Bruce benannte sie nach dem britischen Botaniker Robert Neal Rudmose-Brown (1879–1957), einem Mitglied der Forschungsreise.